# العلاقات السعودية الليتوانية
العلاقات السعودية الليتوانية هي العلاقات الثنائية التي تجمع بين السعودية وليتوانيا.

## مقارنة بين البلدين
هذه مقارنة عامة ومرجعية للدولتين:
| وجه المقارنة                                              | السعودية        | ليتوانيا                                                    |
| --------------------------------------------------------- | --------------- | ----------------------------------------------------------- |
| المساحة (كم2)                                             | 2.25 مليون      | 65.30 ألف                                                   |
| عدد السكان (نسمة)                                         | 33.00 مليون     | 2.79 مليون                                                  |
| الكثافة السكانية (ن./كم²)                                 | 14.67           | 42.73                                                       |
| العاصمة                                                   | الرياض، الدرعية | فيلنيوس، كاوناس                                             |
| اللغة الرسمية                                             | اللغة العربية   | اللغة الليتوانية                                            |
| العملة                                                    | ريال سعودي      | ليتاس ليتواني، يورو                                         |
| الناتج المحلي الإجمالي (بليون دولار)                      | 683.83 مليار    | 47.17 مليار                                                 |
| الناتج المحلي الإجمالي (تعادل القوة الشرائية) بليون دولار | 1.69 تريليون    | 84.06 مليار                                                 |
| الناتج المحلي الإجمالي الاسمي للفرد دولار أمريكي          | 20.48 ألف       | 14.15 ألف                                                   |
| الناتج المحلي الإجمالي للفرد دولار أمريكي                 | 52.01 ألف       | 27.69 ألف                                                   |
| مؤشر التنمية البشرية                                      | 0.837           | 0.839                                                       |
| رمز المكالمات الدولي                                      | +966            | +370                                                        |
| رمز الإنترنت                                              | .sa             | .lt                                                         |
| المنطقة الزمنية                                           | ت ع م+03:00     | ت ع م+02:00، ت ع م+03:00، أوروبا/فيلنيوس ‏، توقيت شرق أوروبا |

## منظمات دولية مشتركة
يشترك البلدان في عضوية مجموعة من المنظمات الدولية، منها:
| علم المنظمة | اسم المنظمة                               | تاريخ انضمام السعودية | تاريخ انضمام ليتوانيا |
| ----------- | ----------------------------------------- | --------------------- | --------------------- |
|             | يونسكو                                    | 4 نوفمبر 1946         | 7 أكتوبر 1991         |
|             | البنك الدولي للإنشاء والتعمير             | 26 أغسطس 1957         | 6 يوليو 1992          |
|             | منظمة حظر الأسلحة الكيميائية              | ?                     | ?                     |
|             | الأمم المتحدة                             | 24 أكتوبر 1945        | 17 سبتمبر 1991        |
|             | مؤسسة التمويل الدولية                     | 18 سبتمبر 1962        | 15 يناير 1993         |
|             | المركز الدولي لتسوية المنازعات الاستشارية | 7 يونيو 1980          | 5 أغسطس 1992          |
|             | وكالة ضمان الاستثمار متعدد الأطراف        | 12 أبريل 1988         | 8 يونيو 1993          |
|             | الاتحاد البريدي العالمي                   | ?                     | ?                     |
|             | مؤسسة التنمية الدولية                     | 30 ديسمبر 1960        | 23 سبتمبر 2011        |
|             | منظمة الشرطة الجنائية الدولية             | 13 يونيو 1956         | ?                     |
|             | منظمة التجارة العالمية                    | 11 نوفمبر 2005        | ?                     |
|             | الاتحاد الدولي للاتصالات                  | 7 فبراير 1949         | 1 يوليو 1923          |

## وصلات خارجية
- موقع وزارة الخارجية السعودية
- موقع وزارة الخارجية الليتوانية